# Paulo Bandeira de Mello
Paulo Bandeira de Mello é um ex-atirador esportivo brasileiro.
Ele foi campeão Pan americano/2007 de Master, categoria H, modalidade Tiro Rápido, Pistola Standard e Fogo Central.

## Homenagens e Honrarias
- Em 2000 ele ganhou uma homenagem do Clube de Regatas do Flamengo com uma placa na Calçada da Fama do Flamengo.[3]

- Em 2011 ele foi agraciado com o "Título Honorífico de Atirador Emérito" da Confederação Brasileira de Tiro Esportivo.[4]